# Godfred Donsah
Godfred Donsah (Accra, 7 juni 1996) is een Ghanees voetballer die doorgaans als defensieve middenvelder speelt. Hij verruilde Cagliari in juli 2016 voor Bologna, dat hem in het voorgaande seizoen al huurde. Donsah debuteerde in 2017 in het Ghanees voetbalelftal.

## Clubcarrière
Donsah speelde in de jeugd van DC United Agogo, die hij in 2012 verruilde voor die van US Palermo. Dat verhuurde hem tijdens het seizoen 2013/14 aan Hellas Verona. Hiervoor debuteerde hij op 19 april 2014 in het betaald voetbal, tijdens een wedstrijd in de Serie A tegen Atalanta Bergamo. Na zijn verhuurperiode verruilde Donsah Palermo voor Cagliari. Hij maakte op 19 oktober 2014 zijn competitiedebuut voor de ploeg, tegen Sampdoria. Hij kwam bij Cagliari regelmatig aan spelen toe, maar degradeerde dat seizoen met zijn teamgenoten naar de Serie B. Donsah daalde niet mee af. In plaats daarvan verhuurde Cagliari hem in augustus 2015 voor een jaar aan Bologna, dat in het voorgaande seizoen juist promoveerde naar de Serie A. De club nam hem in juli 2016 definitief over.